# Falzschema

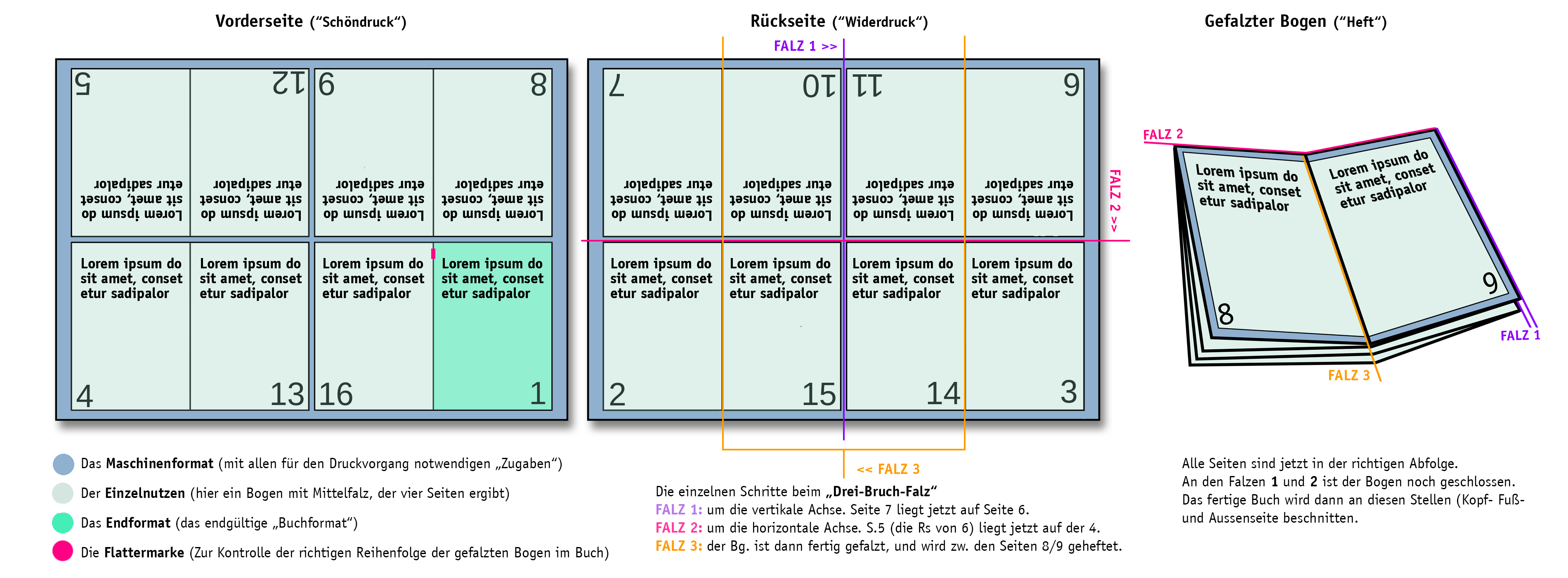
Beispiel für Falzschema (und der dafür notwendigen Seitenmontage) bei einem 16-seitigen Bogen. Rechts gefalzter Bogen

Das Falzschema ist ein Fachbegriff aus der Druckweiterverarbeitung und bezeichnet die numerische, mechanische Reihenfolge der Falzungen (Brüche) eines Falzbogens in einer Falzmaschine. Es unterscheidet sich daher von den Falzarten, mit denen es oft verwechselt wird.
Man kann einen Falzbogen in einer modernen Falzmaschine abhängig von deren Verarbeitungsmöglichkeiten auf viele Arten und in mehreren Richtungen verarbeiten. Die Reihenfolge der einzelnen Verarbeitungsschritte und deren Richtungen ergeben unterschiedliche Endprodukte, z. B. Beilage, Leporello, Lage.
Für jeden einzelnen Bruch und die Verarbeitungsrichtung sind spezielle Symbole und Zeichen definiert und ergeben nacheinander aufgezeichnet ein bestimmtes Bild, das Falzschema.
Um aus dem Druckbogen und den darauf angeordneten Falzbogen z. B. eine Lage für das Buchbinden zu fertigen, müssen die einzelnen Seiten des Endproduktes in einer bestimmten Art und Weise auf dem Druckbogen angeordnet sein. Die genaue Anordnung dieser Seiten hängt vom Falzschema ab und wird beim Ausschießen (auch als Seitenmontage bezeichnet) in der Druckvorstufe berücksichtigt.

## Beispiel Drei-Bruch-Falz
Das hier aufgeführte Beispiel zeigt die Seitenverteilung für eine 16-seitige Broschüre. Acht Seiten kommen auf die Vorder- und acht Seiten auf die Rückseite, so dass Seite 2 die Rückseite (Widerdruck) von Seite 1 ist. Nach dem Druck wird das Papier (hier mit dem sog. Drei-Bruch-Falz) zuerst vertikal gefaltet (Seite 2 fällt auf Seite 3), dann horizontal (Seite 4 fällt auf Seite 5) und schließlich nochmals vertikal (Seite 9 fällt auf Seite 8). Das nebenstehende Bild zeigt das Ausschieß- und Falzschema sowie das Resultat vor dem Binden und Beschneiden.